# 吉岡仁美
吉岡 仁美（よしおか ひとみ、1990年（平成2年）4月16日 - ）は、日本のモデル、女優、タレント、フルーティスト。徳島県出身、東京都在住。血液型はB。別名義にhitomiがある。
徳島県立城北高等学校、高知大学教育学部生涯教育課程芸術文化コース音楽専攻フルート科を卒業後、セントラルファッションを経てニューオーダー、パティオ、ジャスティ、スタンドアップオーケストラに所属。
2014年・2015年の準ミス・ワールド日本代表。日本フルート協会会員。
英検準2級、教員免許一種（中学校・高等学校・音楽）、普通自動車第一種免許を所持。第11回管打楽器ソロコンテスト徳島県大会で最優秀賞を受賞。

## 経歴
徳島県では小学5年生当時に内モンゴルへの植林活動、大学在学中の4年間に12歳から始めたフルートの経験を生かして施設や学校への訪問演奏をそれぞれ行い、卒業後は同県内の中学校の臨時教員として音楽の教師や吹奏楽部の顧問を務めていたが、当時の先輩（東京にてバンド活動やCDデビューを経験した元アーティスト）に胸の内を言い当てられたことがきっかけとなり、ミス・ワールドを目指しての上京を決意した。決意を先に打ち明けておいた先輩や友人には応援され、教え子たちには1学期の修了式まで言えず悲鳴を上げられたものの式後は歓喜と共に送り出されたが、両親には事後報告だったことからも激怒され、上京する当日も見送りに来てもらえなかった。東京に当ては無くほとんどわからなかったが、とりあえず部屋を借りようと思い、パソコンとフルートと着替えと30万円入りの通帳を持って高速バスで上京した。
2014年・2015年と連続で準ミス・ワールド日本代表となった後、2018年・2019年には総合司会を務めた。
上記のほか、各種番組や映像作品への出演、各企業のビデオパッケージナレーションやイベント司会、モデルやインタビュアーなども多々務めている。

## 出演作品

### テレビドラマ
- 孤独のグルメ Season8 第3話    （2019年10月19日、テレビ東京） - カウンター客 役